# Qui Si Sana

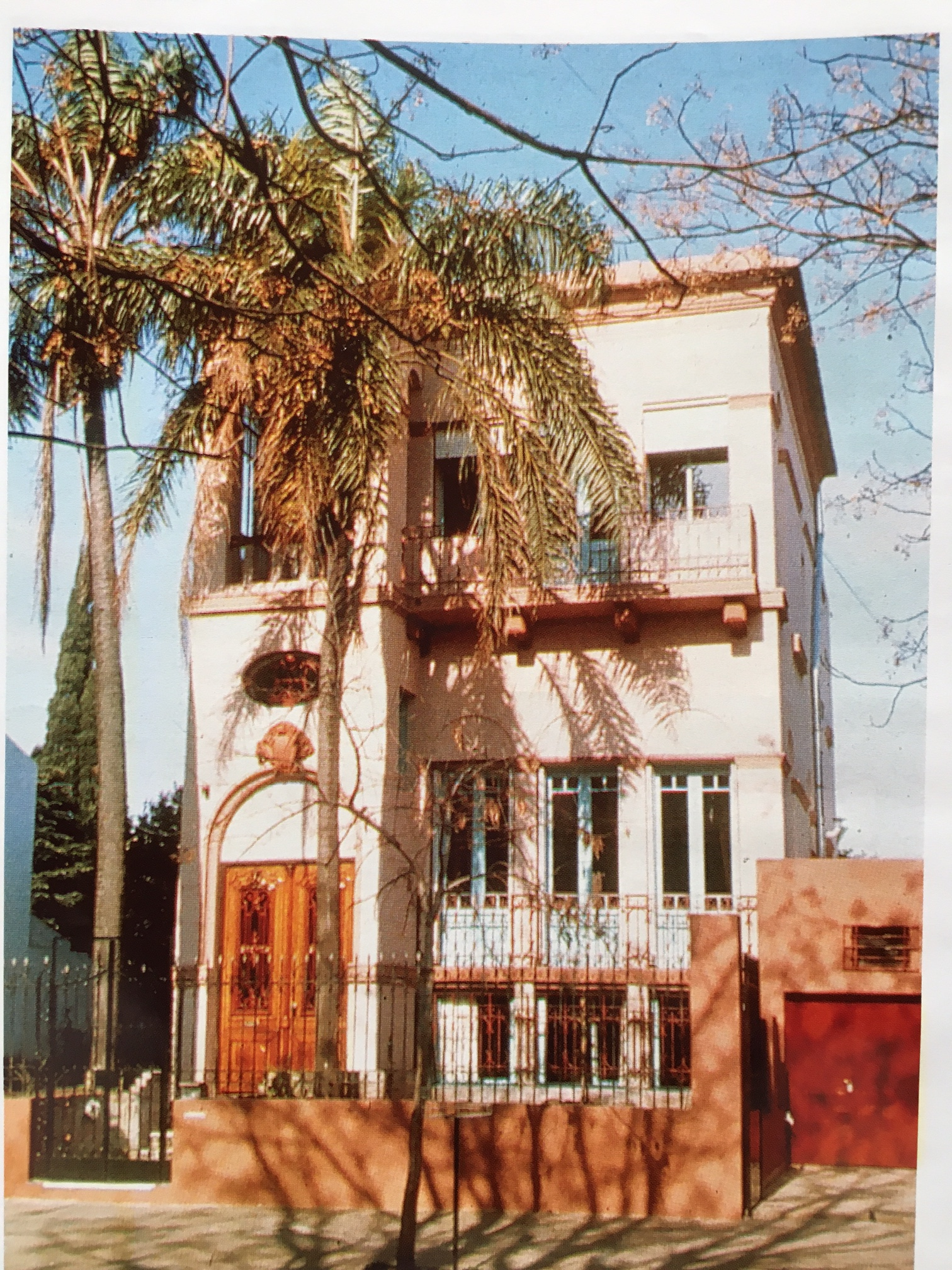
Qui Si Sana luego de su refacción en 1982

Qui Si Sana es una residencia señorial construida en 1908 en el barrio de Núñez en Buenos Aires, Argentina. Su dirección es O'Higgins 4500.

## Historia
Qui si sana significa "el lugar donde uno se sana" y el nombre se tomó de un instituto sanitario de la isla de Capri que posteriormente se convirtió en un hotel de lujo. 
Es una residencia señorial de estilo ecléctico construida en 1908. Seguramente comenzó funcionando como una casa quinta, con servicios para residir de forma permanente si así se quisiera. Está organizada en tres niveles, más uno de servidumbre, con dos pabellones en el terreno. La finca originalmente se extendía hacia el noroeste y fue subdividida en algún momento previo a 1981, año en que es adquirida por los arquitectos Giancarlo Puppo y Ethel Etcheverry, en un estado muy deteriorado. 
Ambos reconstruyeron la residencia respetando su diseño original: se mantuvieron el lujoso bloque de circulación vertical, las escaleras de mármol de Carrara y algunos núcleos de servidumbre. Por otro lado se agregaron instalaciones como calefacción, sistema eléctrico y de iluminación.
Fue vendida a privados que proyectan demolerla para la construcción de un proyecto inmobiliario. Los vecinos de la Ciudad de Buenos Aires buscan frenar la destrucción del patrimonio arquitectónico que hace a nuestra historia personal y social.

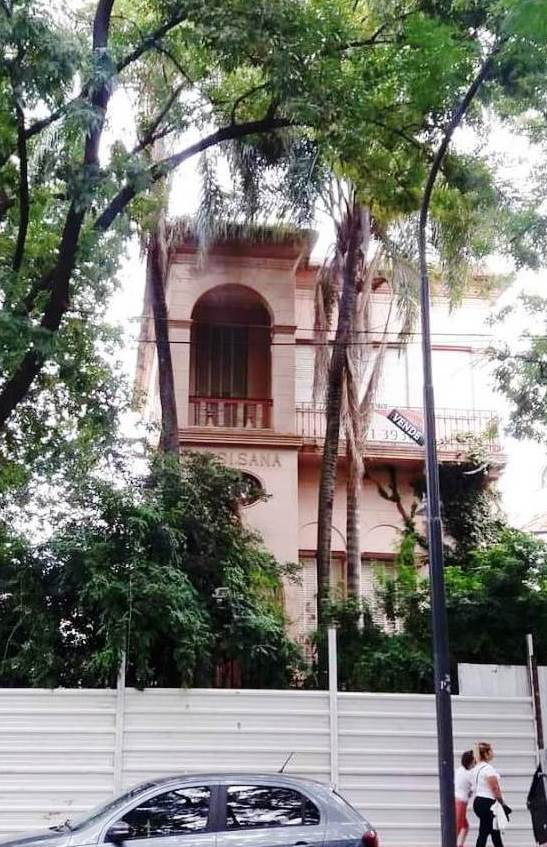
La residencia en su forma actual, cerca de ser demolida para la construcción de un proyecto inmobiliario.